# Regencia del Imperio Mexicano
La Regencia del Imperio mexicano fue un período de transición en la historia de la monarquía mexicana en ausencia del Emperador de México y presidida por un presidente de la misma durante el Primer Imperio mexicano (1821-1823) y el Segundo Imperio mexicano (1863-1867). La regencia es el gobierno de un Estado durante la menor edad, ausencia o incapacidad de su legítimo príncipe.

## Primera Regencia
Tras la entrada del Ejército Trigarante, o el Ejército de las Tres Garantías el 27 de septiembre de 1821, se disolvió el gobierno virreinal y se consumó la Independencia de México, por lo que el 28 de septiembre de 1821 se instaló una Junta Provisional Gubernativa, cuyos miembros dieron juramento y decretaron el Acta de Independencia para confirmar la libertad y soberanía de México. Agustín de Iturbide fue elegido unánimemente como Presidente de la Junta. 
La Junta constituyó la Regencia del Imperio Mexicano en la sesión nocturna del 28 de septiembre de 1821 con 5 miembros, la cual ejercería el Poder Ejecutivo, quedando Iturbide como presidente, y secretarios a Juan O'Donojú (reemplazado por Antonio Joaquín Pérez Martínez el 8 de octubre cuando falleció), Manuel de la Bárcena, José Isidro Yáñez y Manuel Velázquez de León y Pérez, quien había sido secretario del virreinato. Al darse cuenta la Junta de que en Iturbide habían recaído ambas presidencias y que esto era incompatible, se eligió como presidente de la Junta al obispo de Puebla, Antonio Joaquín Pérez Martínez. De esta forma el «Poder Ejecutivo» residió en la Regencia y el «Poder Legislativo» en la Junta Provisional Gubernativa hasta la formación de un Congreso Constituyente.
El Plan de Iguala estipulaba un gobierno monárquico-constitucional por un Congreso. La noche del 18 de mayo de 1822 por aclamación popular llegó hasta las puertas de la casa de Iturbide, hoy conocida como Palacio de Iturbide en la Ciudad de México para pedirle que tomara el trono. 
El 19 de mayo de 1822 se reunió el Congreso, donde Agustín de Iturbide manifestó que se sujetaría a lo que decidieran los diputados, representantes del pueblo, mientras tanto la gente aclamaba. Los diputados Alcocer, Gutiérrez, Ansorena, Terán, Rivas, San Martín y otros, afrontaron la excitación popular tratando que al menos, el pronunciamiento se legalizase mediante un plebiscito. El diputado Valentín Gómez Farías, apoyado por 46 de sus colegas, señaló que una vez rotos los Tratados de Córdoba y el Plan de Iguala —ya que no habían sido aceptados en España— correspondía a los diputados emitir su voto para que Iturbide fuese declarado emperador. Gómez Farías añadió que éste debería obligarse a obedecer la Constitución, leyes, órdenes y decretos que emanasen del Congreso mexicano. Los diputados comenzaron a debatir en medio de gritos e interrupciones, después, se procedió a la votación. Iturbide resultó elegido por 67 sufragios contra 15. La multitud aclamó el resultado y acompañó al generalísimo vitoreándolo desde el Congreso hasta su residencia. Por deseo popular y por decisión legítima del Congreso, Agustín de Iturbide fue proclamado Emperador Constitucional de México como Agustín I de México.
Los puntos principales del Plan de Iguala fueron llamados "las Tres garantías", y estos eran: "la religión, la independencia y la unión de todas las razas o castas del país". Un nuevo ejército, denominado Ejército Trigarante, sería el encargado de llevar a cabo este plan y sería identificado con una nueva bandera. El Plan de Iguala fue un acto de acuerdo político, intensamente complejo en sus consecuencias, aunque simple en su fraseo, que unió a conservadores y liberales, rebeldes y realistas, y criollos y españoles. Constaba de 23 artículos, y tenía algo para todos: el artículo 1°, por ejemplo, declaraba que la religión del país sería la católica apostólica romana, sin tolerancia de otros credos. El artículo 2° llamaba a la independencia del país y el artículo 3° defendía el establecimiento de una monarquía mexicana regulada por una constitución.

### Primer Consejo de la Regencia (1821-1822)
- Agustín de Iturbide, Presidente (28 de septiembre de 1821 - 11 de abril de 1822)[1]
- Juan O'Donojú (28 de septiembre de 1821 - 8 de octubre de 1821) reemplazado tras su fallecimiento por Antonio Pérez Martínez y Robles (9 de octubre de 1821 - 11 de abril de 1822)
- Manuel de la Bárcena (28 de septiembre de 1821 - 11 de abril de 1822)
- José Isidro Yáñez y Nuño (28 de septiembre de 1821 - 11 de abril de 1822)
- Manuel Velázquez de León y Pérez (28 de septiembre de 1821 - 11 de abril de 1822)

### Segundo Consejo de la Regencia (1822-1822)
- Agustín de Iturbide, Presidente (11 de abril de 1822 - 18 de mayo de 1822)[1]
- José Isidro Yáñez y Nuño (11 de abril de 1822 - 18 de mayo de 1822)
- Miguel Valentín y Tamayo (11 de abril de 1822 - 18 de mayo de 1822)
- Manuel de Heras Soto (11 de abril de 1822 - 18 de mayo de 1822)
- Nicolás Bravo (11 de abril de 1822 - 18 de mayo de 1822)

## Segunda Regencia
Al finalizar la Guerra de Reforma, el presidente Benito Juárez decretó la suspensión de todas las deudas públicas el 17 de julio de 1861 y anular cualquier posible pago como el Tratado Mon-Almonte, promulgado en París entre Alejandro Mon y Menéndez y Juan Nepomuceno Almonte para la ratificación por pagos monetarios a deudas atrasadas de España y por los asesinatos de españoles en San Vicente y San Dimas, incluso las contraídas con las naciones extranjeras, siendo un hecho muy notable, porque fue la causa determinante de la llegada a México de los representantes de Inglaterra, Francia y España, con sus respectivos ejércitos para reclamar el pago de sus respectivas deudas, por tal razón, 51 diputados pidieron la renuncia de Benito Juárez como presidente y promover a Jesús González Ortega como el nuevo Presidente de México, pero otros 54 diputados le pidieron a Benito Juárez que no renuncie el cargo, mientras los Secretarios Guerra y de Relaciones Exteriores de Benito Juárez destituyeron a todos los conservadores en el extranjero en representación de la legación mexicana justo después de que el presidente Miguel Miramón y sus secretarios viajaron a Europa para reunirse con el emperador francés Napoleón III, de entre los delegados destituidos por Benito Juárez estaban Juan Nepomuceno Almonte y José Manuel Hidalgo.
Mientras tanto, Inglaterra y Francia rompieron relaciones con el gobierno mexicano liberal de Benito Juárez, mientras que el gobierno mexicano conservador por José Manuel Hidalgo, Juan Nepomuceno Almonte y José María Gutiérrez de Estrada consiguieron las primeras instancias para establecer una monarquía en México con Maximiliano de Habsburgo como Emperador de México.
Juan Nepomuceno Almonte llega a España para visitar al Ministro de Justicia Fernando Calderón Collantes para comunicarle sobre el establecimiento de la monarquía en México y la candidatura de Maximiliano, por lo que días después llegó a Francia para visitar a Maximiliano en su Castillo de Miramar, donde Maximiliano le encomendó actividades para su regreso a México el 1 de marzo de 1862, logrando con ello, la llegada de barcos franceses y la salida inmediata de Benito Juárez con su ejército y la mayoría de los liberales residentes de la capital de la República. 
La Junta Superior de Gobierno fue creada el 21 de junio de 1863 a partir de los gobiernos conservadores paralelos al gobierno liberal de Benito Juárez, la cual designó para el «Poder Ejecutivo» a los generales Juan Nepomuceno Almonte, José Ignacio Pavón, Mariano Salas y al Arzobispo de México Pelagio Antonio de Labastida y Dávalos que en menos de dos meses fue destituido del cargo por las pugnas que tuvo con las autoridades francesas y con Almonte que no se hicieron esperar. El prelado se manifestó pronto en sus inconformidades, en especial su intención de impedir que se ratificaran los derechos de venta de bienes eclesiásticos. Este Triunvirato asumió el papel de la Regencia del Segundo Imperio Mexicano por decreto el 11 de julio de 1863.

### Tercer Consejo de la Regencia
- Juan Nepomuceno Almonte, Presidente (11 de julio de 1863 - 20 de mayo de 1864)[1]
- José Mariano Salas (11 de julio de 1863 - 20 de mayo de 1864)
- Pelagio Antonio de Labastida y Dávalos (11 de julio de 1863 - 17 de noviembre de 1863) sustituido por Juan Bautista de Ormaechea, Obispo de Tulancingo (17 de noviembre de 1863 - 20 de mayo de 1864)
- José Ignacio Pavón (11 de julio de 1863 - 2 de enero de 1864) destituido por desobedecer las órdenes de la Regencia en relación con la nacionalización y desamortización de los bienes eclesiásticos.

## Decreto de sueldos a los regentes
La Junta Provisional Gubernativa del Imperio Mexicano ha tenido a bien decretar, y decretan:
- Artículo 1º.- que el sueldo de los individuos de la regencia sea de diez mil pesos anuales:
- Artículo 2º.- que el de los secretarios de la misma regencia sea de ocho mil pesos:
- Artículo 3º.- que esta asignación se entienda con prohibición de toda acumulación de sueldos y rentas, sin otra excepción que la de los productos del caudal propio o patrimonio.